# Susanne Schade
Susanne Schade (* 3. August 1967 in Ulm) ist eine deutsche Produktdesignerin und Hochschullehrerin.

## Leben
Schade erhielt ein Diplom in Industrial Design an der Universität Duisburg-Essen. Als Designerin wurde sie 1994 bei der Agentur uli schade in Neu-Ulm tätig. In dieser Zeit übernahm sie Lehraufträge an der Hochschule Ulm sowie an der Hochschule Neu-Ulm. Ihre Promotion zur Dr. phil. erfolgte 2007 ebenfalls an der Universität Duisburg-Essen mit der Dissertation Auswirkungen globaler Wertschöpfung auf deutsches Industrie- und Produktdesign unter besonderer Betrachtung der Schnittstelle Design und Konstruktion/Entwicklung.
Schade erhielt 2009 an der Hochschule Ulm eine Professur für Industriedesign. Bereits in dieser Zeit unterrichtete sie im Masterprogramm Product Planning and Design an der Hochschule für Gestaltung Schwäbisch Gmünd. 2011 wurde sie dort Professorin für Produktgestaltung. Sie war von 2014 bis 2019 Studiengangsleiterin für das Masterprogramm Strategische Gestaltung und von 2019 bis 2021 Prorektorin für Lehre der HfG Schwäbisch Gmünd.

## Werke
- Auswirkungen globaler Wertschöpfung auf deutsches Industrie- und Produktdesign unter besonderer Betrachtung der Schnittstelle Design und Konstruktion/Entwicklung, Dissertation, Universität Duisburg-Essen (online).